# Брусиловский, Юлий Исаакович
Ю́лий Исаа́кович Брусило́вский (3 мая 1892, Одесса — 1938) — участник революционного движения в России, советский организатор кинопроизводства, редактор, директор кинематографической конторы «Кино-Север» (1922—1925). 

## Биография
Родился в Одессе в семье литератора-народника. Окончил естественное отделение физико-математического факультета и юридический факультет Санкт-Петербургского университета, Санкт-Петербургскую консерваторию по классу скрипки. Участвовал в революционном движении, в 1911 году был арестован за участие в коалиционном студенческом совете. Во время Февральской революции был помощником комиссара.
В 1918 году — сотрудник «Торгово-промышленной газеты» в Петрограде. В 1919 году — заведующий информационным и химическим отделами Киевского Совнархоза, секретарь издательского отдела Украинского совета народного хозяйства, редактор журнала «Народное хозяйство Украины». В 1920 году — уполномоченный Организационного бюро по восстановлению промышленности Украины (Промбюро) на Правобережной Украине, заведующий информационным отделом Народного комиссариата иностранных дел Украинской ССР.
В 1920—1921 годах — редактор Петроградского отдела Российского телеграфного агентства (РОСТА), заведующий политпросветом Дорожного профессионального союза железнодорожников Мурманской железной дороги. В 1921 году — заведующий театрально-музыкальными предприятиями Павловска и железнодорожным театром Петроградского губернского отдела народного образования.
В 1922—1925 годах — заведующий киносекцией, киноподотделом эксплуатационно-производственного отдела Исполкома Совета рабочих, крестьянских и красноармейских депутатов Центрального городского района Петрограда; организатор и директор кинематографической конторы «Кино-Север», осуществлявшей прокат и производство кинофильмов. Кинематографическая контора владела крупнейшими в стране кинотеатрами «Сплендид-Палас» и «Колизей», являлась мощным конкурентом Северо-Западного областного управления по делам фотографии и кинематографии («Севзапкино») в сфере проката и вскоре стала «законодателем мод» в области проката, рекламы и эксплуатации кинотеатров. Деятельность «Кино-Севера» распространялось на Петроградскую губернию, Автономную Карельскую ССР, Архангельск, Ярославль, Владимир, Поволжье, Среднюю Азию и Закавказье, имелись отделения конторы в Москве и Витебске. В октябре 1923 года кинофабрика «Кино-Север» выпустила свой первый фильм «Торговый дом Антанта и К°», это была первая картина режиссёра К. Н. Державина. В 1923 году Брусиловский выезжал в командировку за границу с целью покупки киноаппаратуры и зарубежных фильмов.

Энергичный и предприимчивый директор конторы «Киносевер» Ю. И. Брусиловский великолепно использовал свое право и создал в условиях нэпа действительно мощную организацию, приносившую большие доходы.— Нина Горницкая, киновед
В 1925 году — помощник директора, заместитель директора кинофабрики «Севзапкино». В 1925—1927 годах принимал участие в работе Кинокомитета Государственного института истории искусств (ГИИИ), разрабатывал проблематику теории кино, в феврале 1926 года выступил на заседании Кинокомитета с докладами «Вопросы теории кино» и «Об организации работ по теории кино в Кинокомитете». Избирался членом оргбюро Ленинградского областного отделения Общества друзей советского кино (ОДСК) (1926). В 1926—1929 годах — уполномоченный Ленинградской областной конторы АО «Госкинпром Грузии», в 1928—1929 годах — директор производства и член Художественного совета с совещательным голосом АО «Госкинпром Грузии».
В 1929—1930 годах — заведующий производством Ленинградской кинофабрики «Совкино», в 1930—1931 годах — заведующий звуковым сектором Ленинградской кинофабрики «Союзкино», с 1931 года — руководитель группы звукового кино сектора производства фильмов кинофабрики. В 1933—1934 годах — заместитель начальника научно-производственного сектора Ленинградского института киноинженеров. В 1935 году — заместитель технического директора, с февраля 1936 года — технический директор киностудии «Ленфильм», в октябре 1936 года вновь переведён на должность заместителя технического директора. В июне 1937 года работал заместителем начальника отдела монтажа фильмов на киностудии.
В 1937 году арестован по политическим мотивам. 5 марта 1938 года внесён в «расстрельный список». Расстрелян не ранее мая и не позднее сентября 1938 года.

### Семья
- отец — Исаак Казимирович Брусиловский (1865—1933), публицист, переводчик с французского и немецкого языков[32][33];
- мать — Дора Исааковна Брусиловская (1869—1942)[33].